# Fetească regală
La fetească Regală es una uva blanca creada en 1930 en el condado de Mureş, Rumanía. Es un cruce natural entre la grasă y la fetească albă.
La variedad es cultivada sobre todo en Transilvania (Rumanía), la región de Moldavia (Rumania) y la República de Moldavia. También se puede encontrar en Hungría y en Austria.
El rango de calidad de los vinos va de los vinos de mesa a los vinos de alta calidad. Los vinos son secos y frescos y tienen una acidez y un sabor específicos.

## Sinónimos
La fetească regală también es conocida por los sinónimos danasana, danesana, danosi, danosi leányka, dunesdorfer königsast, dunesdörfer königsast, dunnesdiorfer, erdei sárga, feteasca corolevscaia, feteasca de Danes, feteasca korolevskaia, feteasca muscatnaia, feteasca muskatnaia, feteasca regola, galbena de ardeal, galbena di ardeal, kenigrast, kiraileanka, királyleányka, königliche mädchentraube, königsast, königstochter, konigsast, kralovska leanka, pesecka leanka.